# Klein Bohrau
Klein Bohrau, niedersorbisch Mały Borow, war ein Ortsteil der ehemals selbstständigen Gemeinde Bohrau (heute Ortsteil der Stadt Forst). 1962 hatte der Ort 45 Einwohner. In den Jahren 1986/87 erfolgte der Abriss. Zu diesem Zeitpunkt mussten noch 20 Einwohner umgesiedelt werden. Die Ortslage liegt im Gebiet des Tagebaus Jänschwalde.

Messtischblatt 1920 Ausschnitt

## Lage
Klein Bohrau lag in der Niederlausitz an der Malxe und westlich des Dorfes Bohrau.

## Geschichte
Klein Bohrau war ein sogenannter „Ausbau“ des Ortes Bohrau, eine vergleichsweise junge Siedlung, die 1803 erstmals schriftlich erwähnt wurde. Im Kirchenbuch von Mulknitz wurde die Siedlung als „neue Häuser in Bohrau“ bezeichnet. Aufgrund der großen Schafherden auf den herrschaftlichen Höfen in Bohrau entstand eine Schäferei in Klein Bohrau. Um diese herum wurden in der zweiten Hälfte des 18. Jahrhunderts Hütten errichtet. 1880 gab es zehn Hofstellen.
Im Urmesstischblatt von 1845 ist die Siedlung unter dem Namen „Bohrauer Hütten“ verzeichnet.
Im Jahr 1880 wurde festgestellt, dass 25 Einwohner aktiv sorbisch sprachen, 1956 sprach keiner der Einwohner mehr sorbisch.